# Iriga Bicolano jezik
Iriga Bicolano jezik (ISO 639-3: bto; rinconada bicolano), jedan od osam bikolskih jezika kojim govori 234 000 ljudi (2000) na otoku Luzon u Filipinima u provinciji Camarines Sur. 
Glavno gradsko središte mu je Iriga City. Jedan od pet članova bikolskog makrojezika [bik].

## Vanjske poveznice
- Ethnologue (14th)
- Ethnologue (15th)